# Кантюков, Игорь Васильевич
И́горь Васи́льевич Кантюко́в (род. 29 декабря 1945, Тула, СССР) — советский и российский музыкант (контрабасист, тубист и бас-гитарист), композитор и аранжировщик, дирижёр. Заслуженный деятель искусств России (2005). Исполнитель джазовых коллективов Анатолия Кролла и Эдди Рознера, музыкант и аранжировщик ансамбля «Мелодия» под управлением Георгия Гараняна, руководитель биг-бенда «Орфей». Аранжировщик и автор музыки к многочисленным кинофильмам, создатель концертных программ Иосифа Кобзона, Льва Лещенко, Надежды Бабкиной, Лады Дэнс, групп «Наутилус Помпилиус», «Ногу свело» и других.

## Биография
Родился в 1945 году в Туле. В семье занимались музыкой на любительском уровне, но Игорь планировал для себя карьеру художника и собирался поступать в Суриковское училище. Эти планы ему не удалось воплотить в жизнь, и он поступил в Тульское музыкальное училище имени Даргомыжского по классу баяна, окончив его в 1964 году.
Согласно сайту Московской филармонии, уже в 1963 году начал выступать с оркестром Эдди Рознера, а согласно биографии на сайте Российского государственного музыкального телерадиоцентра, сполнительскую карьеру начал в 1967 годув Тульском джаз-оркестре под управлением Анатолия Кролла. В этом коллективе играл на тубе и контрабасе.
Кантюков работал в оркестре Эдди Рознера в Гомеле, после чего вернулся к Кроллу, уже в Москву — в эстрадный ансамбль «Современник». С 1973 года присоединился к ансамблю «Мелодия» под управлением Георгия Гараняна, где стал аранжировщиком. Сочинял также аранжировки для биг-бенда Георгия Гараняна и оркестра Олега Лундстрема. Известность получила композиция Кантюкова «Лабиринт», вошедшая в одноимённый альбом, были у него и сольные альбомы — так, полностью из его аранжировок составлен диск «C’Est Si Bon — Хорошо». В 1983—1985 годах входил в состав ансамбля солистов «Барометр».
В 1979 году дебютировал в кинематографе в качестве аранжировщика кинофильма «Москва слезам не верит». После этого аранжировал музыку в том числе к кино- и телефильмам «Любовь и голуби», «Цыган», «Возвращение Будулая», «В поисках капитана Гранта», «Анкор, ещё анкор!» В качестве самостоятельного композитора также впервые выступил в 1979 году — в дипломной картине Андрея Ермаша «Пациент профессора», а впоследствии стал автором музыки более чем к 60 кинофильмам, включая такие ленты как «Баллада о доблестном рыцаре Айвенго», «Военно-полевой роман», «Приключения Квентина Дорварда», «Чёрная стрела», «Перехват», «Интердевочка», «Князь Юрий Долгорукий».
Как аранжировщик и дирижёр готовил концертные программы Леонида Серебренникова, Надежды Бабкиной, Иосифа Кобзона, Льва Лещенко, Роберта Рождественского, Авраама Руссо, Лады Дэнс, Сергея Мазаева, групп «Наутилус Помпилиус», «Ногу свело», «Любэ».
В 2005 году удостоен звания Заслуженного деятеля искусств России. В 2010 году возглавил новый московский биг-бенд «Орфей» — джазовый оркестр Российского государственного музыкального телерадиоцентра. В 2017 году сменил Владислава Кадерского на посту руководителя муниципального оркестра Сергиева Посада.